# Raridades (álbum de Zezé Di Camargo & Luciano)
Raridades é um álbum da dupla sertaneja brasileira Zezé Di Camargo & Luciano, lançado em 2007 pela Som Livre. O álbum reúne participações especiais de grandes nomes da música brasileira. Recebeu o disco de platina da ABPD.

## Faixas
| N.º            | Título                                                                         | Compositor(es)                                                                               | Duração |  |
| 1.             | "Não Aprendi a Dizer Adeus" (part. Leandro)                                    | Joel Marques                                                                                 | 3:31    |  |
| 2.             | "A Ferro e Fogo" (part. Daniel)                                                | Vinícius / João Victor / Waléria Leão                                                        | 3:43    |  |
| 3.             | "Eu Nasci Pra Amar Você (Born To Give My Love To You)" (part. Wanessa Camargo) | Mary Ann Kennedy / Pam Rose / Pat Bunch (versão: Zezé Di Camargo / Wanessa Camargo)          | 3:16    |  |
| 4.             | "Retrovisor" (part. Fagner)                                                    | Fagner / Fausto Nilo                                                                         | 4:50    |  |
| 5.             | "Minha História" (part. Chico Buarque)                                         | João do Valle / Raymundo Evangelista                                                         | 4:06    |  |
| 6.             | "Eu Só Quero Um Xodó" (part. Daniela Mercury)                                  | Dominguinhos / Anastácia                                                                     | 2:55    |  |
| 7.             | "Tenho Sede" (part. Dominguinhos)                                              | Dominguinhos / Anastácia                                                                     | 4:04    |  |
| 8.             | "Dois Amigos" (part. Julio Iglesias)                                           | Zezé Di Camargo                                                                              | 4:32    |  |
| 9.             | "Eu Só Penso em Você (Always on My Mind)" (part. Willie Nelson)                | John Christopher / Wayne Carson Thompson / Mark James (versão: Jerry Adriani / Lílian Knapp) | 3:48    |  |
| 10.            | "Amor Que Fica" (part. Ivete Sangalo)                                          | Juarez / Roger / Tivas                                                                       | 3:11    |  |
| 11.            | "Pombinha Branca (Vola, Colomba)" (part. Chitãozinho & Xororó)                 | Carlo Concina / Bruno Cherubini (versão: Miltinho Rodrigues)                                 | 2:59    |  |
| 12.            | "Todas as Manhãs" (part. Sérgio Reis)                                          | Roberto Carlos / Erasmo Carlos                                                               | 3:49    |  |
| 13.            | "Como Vai Você" (part. Antônio Marcos)                                         | Antônio Marcos / Mário Marcos                                                                | 4:17    |  |
| 14.            | "Falhaste, Coração (Fallaste corazón)" (part. Ângela Maria)                    | Cuco Sánchez (versão: Luis Carlos Gouveia)                                                   | 3:08    |  |
| Duração total: | Duração total:                                                                 | Duração total:                                                                               | 52:09   |  |

## Certificações
| Brasil (Pro-Música Brasil)                | Platina | 2007 | 100.000* |
| *número de vendas baseado na certificação |         |      |          |